# نام‌های سیستان
سیستان به واسطه قدمت و آوازه چندهزار ساله خود، در طول تاریخ با عناوین گوناگونی یاد می شده است. در داستان های شاهنامه از سیستان با عناوین دیگری چون زابلستان، سکستان و نیمروز نیز یاد می شده است.
در کتاب تاریخ سیستان از این منطقه با عنوان سیوستان یعنی سرزمین مردانِ مرد یاد می شده است.
مورخین قدیم یونان، سرزمین واقع در مسیر سفلای هیرمند را درانگیانا می خواندند که ضبط های دیگرش زرنگای و سرنگای می باشد. از این منطقه در کتیبه های داریوش اول در بیستون و تخت جمشید، تحت عنوان زرنک یاد شده است.
با ورود آخرین دسته از آریایی‌ها در حدود سال ۱۲۸ ق. م. که سکه یا سکاها نامیده می‌شدند از شمال ایران به طرف جنوب راه پیمودند تا به ایالت زرنک و کناره‌های دریاچه زره رسیدند و نام زرنک به واسطه ورود سکاها به سکستان تبدیل گردید و عربها سجستان می‌گفتند و بالاخره به سیستان تغییر نام یافت.
مرکز فعلی سیستان، زابل خوانده می شود. اگرچه در گذشته تحت عناوین نصرت آباد، نصیرآباد نیز خوانده می شده است.
از عناوین دیگر سیستان می توان به درنگا، درانژیان، مناسکاتینا، زارنگیا، زارنجی، زارایا، زاریس، بلده الجنود، دارالولایه و زاول نیز اشاره داشت.